# Полигимния
Полиги́мния (др.-греч. Πολυύμνια) или Поли́мния (Πολύμνια) — в греческой мифологии муза торжественных гимнов, а также сельского хозяйства и пантомимы. Согласно Диодору Сицилийскому, получила имя от создания многими восхвалениями (диа поллес химнесеос) известности тем, чье имя обессмертила славой поэзия.
Дочь Зевса и Мнемосины. Она покровительствует поэтам — писателям гимнов. Считается, что она хранит в памяти все гимны, песни и ритуальные танцы, которые славят олимпийских богов, также считается, что она изобрела лиру.
Полигимния часто изображается со свитком в руках, в задумчивой позе.
Полигимния покровительствует в изучении людьми риторики и ораторского искусства.
В честь Полигимнии назван астероид (33) Полигимния, открытый в 1854 году.

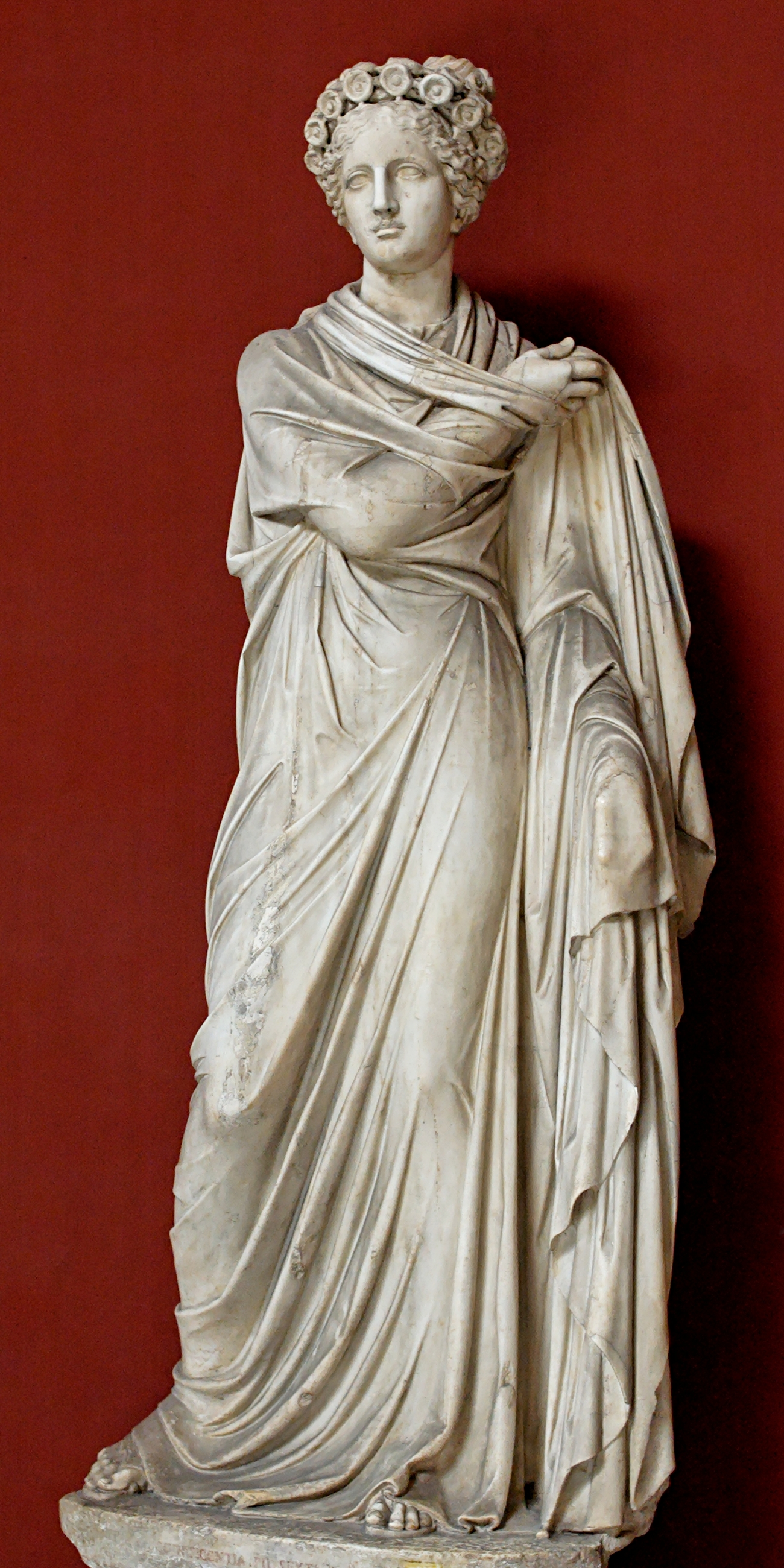
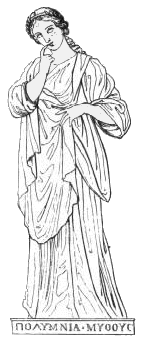